# Wang Xueqin
Wang Xueqin, född 1 januari 1991, är en friidrottare från Kina. Hon deltog vid olympiska sommarspelen 2012.